# Concierto para piano y orquesta con coro masculino (Busoni)

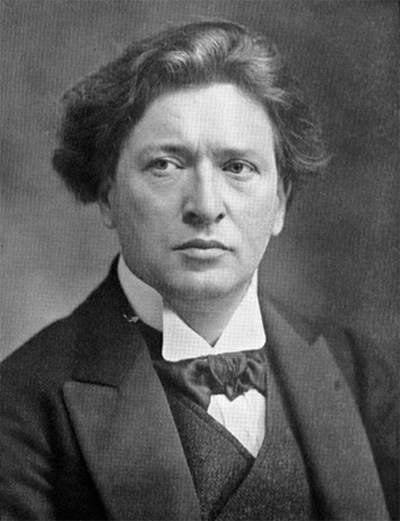
Ferruccio Busoni en 1905.

El Concierto para piano y orquesta en Do mayor con coro masculino, opus 39 (BV 247) es una obra monumental escrita en 1904 por el compositor y pianista italiano Ferruccio Busoni. El concierto dura alrededor de setenta minutos y consta de cinco movimientos, participando en el último un coro masculino que canta los versos en alemán de la escena final de la fascinante obra teatral en danés Aladdin, de 1805, de Adam Oehlenschläger, que es también el autor de la letra del himno nacional civil de Dinamarca, Der er et Yndigt Land.
Este concierto para piano es uno de los más extensos de la historia de la música. Busoni escribió que estaba planeando una Gesamtkunstwerk, una «obra de arte total, con actuaciones, música, danza y magia...» sobre la obra de Aladdin. La referencia más cercana conseguida fue una monumental obra con un coro en el quinto movimiento y gran dificultad técnica para el solista, con pasajes muy complejos que Busoni escribió desde su sentimiento como pianista, uno de los mejores de su época. El piano se integra con habilidad con la orquesta y su estilo vistuosístico revela la influencia de Franz Liszt.
Busoni quiso dedicar el concierto a su amigo William Dayas, pero murió en 1903. Sería su hija Karin Dayas quien interpretaría el concierto por primera vez en América, en 1932.
El estreno absoluto tuvo lugar en la Beethoven-Saal de Berlín, el 10 de noviembre de 1904. Busoni fue el solista y Karl Muck dirigió la Orquesta Filarmónica de Berlín y el Coro de la Iglesia Memorial Kaiser Wilhelm (Kaiser-Wilhelm-Gedächtniskirche). Las críticas fueron contradictorias estando, algunas de ellas, llenas de hostilidad o burla. Pasado más de un siglo desde su estreno, la obra se ha programado relativamente pocas veces, debido a las necesidades de gran orquestación, compleja textura musical, uso de un coro masculino y las complejas exigencias técnicas del solista.
El pianista británico John Ogdon, que grabó el concierto para piano en 1967, lo definió como «el más largo y más grande de todos».

## Movimientos
El concierto no está articulado, como sería normal, en tres movimientos, sino en cinco. Ya Busoni se había saltado la norma cuando, con doce años, compuso un concierto para piano y cuerdas con cuatro movimientos. 
Los cinco movimientos del concierto son indicativos del espíritu en que la obra se sitúa en relación con otras composiciones de su tiempo:
I. Prologo e Introito: Allegro, dolce e solenne
II. Pezzo giocoso
III. Pezzo serioso:
Introductio: Andante sostenuto
Prima pars: Andante, quasi adagio
Altera pars: Sommessamente
Ultima pars: a tempo
IV. All'Italiana: Tarantella: Vivace; In un tempo
V. Cantico: Largamente (con coro masculino)
Y aunque los cinco movimientos se presentan por separado, Busoni puntualizó que el concierto se debe tocar de continuo, sin interrupciones.
El primer movimiento, de poco más de quince minutos de duración, es un amplio Allegro, que cuenta con una parte fuerte de piano. 
El segundo movimiento, un tipo de Scherzo, utiliza material rítmico y melódico «al estilo italiano», incluso con melodías más evocadora de la música popular italiana que la música popular puramente italiana. 
El tercer movimiento es el más largo, una meditación y exploración en cuatro partes en tonalidad de Re bemol mayor, que tiene su clímax central, una vez más, en un desafiante y brillante marcado pianístico, tanto para el piano como para la orquesta.
El cuarto movimiento es quizás el más abigarrado en el uso de la orquesta, optimista, salpicado de efectos pianísticos de gran virtuosismo, con un ritmo de Tarantela que pretende ser un homenaje a Italia, que se ve culminada por una cadenza. 
El quinto y último movimiento, con coro masculino que canta los versos en alemán de la escena final del Aladdin de Oehlenschläger, con características más postrománticas, trae muchos temas que se han escuchado anteriormente.

## Cantico. Letra
Pertenece al quinto movimiento.
| „Die Felsensäulen fangen an tief und leise zu ertönen:“ Hebt zu der ewigen Kraft eure Herzen; Fühlet euch Allah nah', schaut seine Tat! Wechseln im Erdenlicht Freuden und Schmerzen; Ruhig hier stehen die Pfeiler der Welt. Tausend und Tausend und abermals tausende Jahre so ruhig wie jetzt in der Kraft, Blitzen gediegen mit Glanz und mit Festigkeit, Die Unverwüstlichkeit stellen sie dar. Herzen erglüheten, Herzen erkalteten, Spielend umwechselten Leben und Tod. Aber in ruhigen Harren sie dehnten sich Herrlich, kräftiglich, früh so wie spät. Hebt zu der ewigen Kraft eure Herzen Fühlet euch Allah nah', schaut seine Tat! Vollends belebet ist jetzo die tote Welt. Preisend die Göttlichkeit, schweigt das Gedicht! |